# 바우스필드 국소화
모형 범주 이론에서, 바우스필드 국소화(Bousfield局所化, 영어: Bousfield localization)는 주어진 모형 범주의 약한 동치 모임을 확장시키는 한 방법이다.

## 정의
모형 범주 {\displaystyle ({\mathcal {C}},{\mathfrak {W}},{\mathfrak {F}},{\mathfrak {C}})}가 주어졌다고 하자. 또한, 3개 가운데 2개 성질을 만족시키는 사상 모임
{\displaystyle {\mathfrak {W}}_{\text{loc}}\supseteq {\mathfrak {W}}}
이 존재한다고 하자. 그렇다면, {\displaystyle {\mathcal {C}}}의 {\displaystyle {\mathfrak {W}}_{\text{loc}}}에 대한 왼쪽 바우스필드 국소화(영어: left Bousfield localization)는 (만약 존재한다면) 다음과 같은 모형 범주 {\displaystyle ({\mathcal {C}}_{\text{loc,left}},{\mathfrak {W}}_{\text{loc}},{\mathfrak {F}}_{\text{loc}},{\mathfrak {C}})}이다.
- {\displaystyle {\mathcal {C}}_{\text{loc,left}}}의 약한 동치 모임은 {\displaystyle {\mathfrak {W}}_{\text{loc}}}이다.
- {\displaystyle {\mathcal {C}}_{\text{loc,left}}}의 쌍대올뭉치 모임은 {\displaystyle {\mathfrak {C}}}이다. (즉, {\displaystyle {\mathcal {C}}}에서와 같다.)
- {\displaystyle {\mathcal {C}}_{\text{loc,left}}}의 올뭉치 모임 {\displaystyle {\mathfrak {F}}_{\text{loc}}\subseteq {\mathfrak {F}}}은 오른쪽 올림 성질로부터 결정된다. 즉, {\displaystyle {\mathfrak {F}}_{\text{loc}}=({\mathfrak {W}}_{\text{loc}}\cap {\mathfrak {C}}_{\text{loc}})^{\pitchfork }}이다.

이 경우, 비순환 쌍대올뭉치 모임은 증가하고, 따라서 올뭉치 모임은 감소하지만, 비순환 올뭉치 모임은 변하지 않는다.:58, Proposition 3.3.3
{\displaystyle ({\mathfrak {C}})^{\pitchfork }={\mathfrak {W}}\cap {\mathfrak {F}}={\mathfrak {W}}_{\text{loc}}\cap {\mathfrak {F}}_{\text{loc}}}
또한, 항등 함자 {\displaystyle {\mathcal {C}}\to {\mathcal {C}}_{\text{loc,left}}}는 퀼런 수반 함자를 이룬다. 즉, {\displaystyle {\mathcal {C}}_{\text{loc,left}}}는 퀼런 수반 모형 범주 쌍{\displaystyle ({\mathcal {C}}_{\text{loc,left}},{\mathcal {C}})}의 왼쪽 성분이 된다.
마찬가지로, 오른쪽 바우스필드 국소화(영어: right Bousfield localization) {\displaystyle ({\mathcal {C}}_{\text{loc,right}},{\mathfrak {W}}_{\text{loc}},{\mathfrak {F}},{\mathfrak {C}}_{\text{loc}})}는 올뭉치 모임을 그대로 두고, 쌍대올뭉치 모임을 바꾸는 것이다. 이 경우 마찬가지로
{\displaystyle {\mathfrak {C}}_{\text{loc}}\subseteq {\mathfrak {C}}}
{\displaystyle ^{\pitchfork }({\mathfrak {F}})={\mathfrak {W}}\cap {\mathfrak {C}}={\mathfrak {W}}_{\text{loc}}\cap {\mathfrak {C}}_{\text{loc}}}
가 된다.
또한, 항등 함자 {\displaystyle {\mathcal {C}}\to {\mathcal {C}}_{\text{loc,left}}}는 퀼런 수반 함자를 이룬다. 즉, {\displaystyle {\mathcal {C}}_{\text{loc,right}}}는 퀼런 수반 모형 범주 쌍 {\displaystyle ({\mathcal {C}},{\mathcal {C}}_{\text{loc,right}})}의 오른쪽 성분이 된다.

### 국소 약한 동치
흔히, {\displaystyle {\mathfrak {W}}_{\text{loc}}}는 다음과 같이 어떤 사상 집합 {\displaystyle S}에 대한 국소 약한 사상(영어: local weak equivalence)으로 얻어진다. 왼쪽 바우스필드 국소화의 경우 다음과 같다. (오른쪽 바우스필드 국소화의 경우 그 쌍대화를 사용한다.)
{\displaystyle {\mathcal {C}}}가 단체 집합의 범주 위의 풍성한 범주이며, 그 구조가 모형 범주 구조와 호환된다고 하자. 또한, 정의역이 쌍대올대상인 쌍대올뭉치 집합 {\displaystyle S}가 주어졌다고 하자. {\displaystyle {\mathcal {C}}} 속의 올대상 {\displaystyle X}가 다음 조건을 만족시킨다면, {\displaystyle C}-국소 올대상(영어: {\displaystyle C}-local fibrant object)이라고 한다.
- 모든 사상 {\displaystyle (f\in C)\colon A\hookrightarrow B}에 대하여, {\displaystyle f^{*}\colon \hom _{\mathcal {C}}(B,X)\to \hom _{\mathcal {C}}(A,X)}는 비순환 올뭉치를 이룬다. (즉, 약한 동치이며 칸 올뭉치이다.)

{\displaystyle {\mathcal {C}}} 속의 쌍대올뭉치 {\displaystyle f\colon A\hookrightarrow B}가 다음 조건을 만족시킨다면, {\displaystyle S}-국소 약한 동치(영어: {\displaystyle S}-local weak equivalence)라고 한다.
- 모든 {\displaystyle S}-국소 올대상 {\displaystyle X}에 대하여, {\displaystyle f^{*}\colon \hom _{\mathcal {C}}(B,X)\to \hom _{\mathcal {C}}(A,X)}는 비순환 올뭉치를 이룬다.

## 역사
올드리지 나이트 바우스필드(영어: Aldridge Knight Bousfield, IPA: [ɔːldɹɪdʒ naɪt baʊsfiːld])가 1979년에 스펙트럼을 다루기 위하여 도입하였다.

## 같이 보기
- 위상 공간 국소화